# Luborzyca (gromada)
Luborzyca – dawna gromada, czyli najmniejsza jednostka podziału terytorialnego Polskiej Rzeczypospolitej Ludowej w latach 1954–1972.
Gromady, z gromadzkimi radami narodowymi (GRN) jako organami władzy najniższego stopnia na wsi, funkcjonowały od reformy reorganizującej administrację wiejską przeprowadzonej jesienią 1954 do momentu ich zniesienia z dniem 1 stycznia 1973, tym samym wypierając organizację gminną w latach 1954–1972.
Gromadę Luborzycaz siedzibą GRN w Luborzycy utworzono – jako jedną z 8759 gromad na obszarze Polski – w powiecie miechowskim w woj. krakowskim, na mocy uchwały nr 24/IV/54 WRN w Krakowie z dnia 6 października 1954. W skład jednostki weszły obszary dotychczasowych gromad Luborzyca, Wysiółek Luborzycki, Wola Luborzycka, Baranówka, Łuczyce, Pietrzejowice i Maciejowice ze zniesionej gminy Luborzyca w tymże powiecie. Dla gromady ustalono 27 członków gromadzkiej rady narodowej.
1 stycznia 1958 gromadę przyłączono do powiatu krakowskiego.
1 stycznia 1969 do gromady Luborzyca przyłączono obszar zniesionej gromady Goszcza (bez wsi Polanowice), którą przyłączono równocześnie do powiatu krakowskiego z powiatu miechowskiego w tymże województwie.
Gromada przetrwała do końca 1972 roku, czyli do kolejnej reformy gminnej. 1 stycznia 1973 utworzono gminę Kocmyrzów-Luborzyca z siedzibą gminnej rady narodowej w Kocmyrzowie (obecnie siedziba gminy znajduje się w Luborzycy).